# Sternarchorhynchus kokraimoro
Sternarchorhynchus kokraimoro és una espècie de peix pertanyent a la família dels apteronòtids.

## Descripció
- El mascle pot arribar a fer 19,7 cm de llargària màxima i la femella 17,1.[4][5]

## Hàbitat
És un peix d'aigua dolça, bentopelàgic i de clima tropical.

## Distribució geogràfica
Es troba a Sud-amèrica: el riu Xingu (el Brasil).

## Observacions
És inofensiu per als humans.